# Diecezja Cuddapah
Diecezja Cuddapah – diecezja rzymskokatolicka w Indiach. Została utworzona w 1976 z terenu diecezji Nellore.

## Ordynariusze
- Abraham Aruliah Somavarapa † (1976 – 1998)
- Prakash Mallavarapu (1998 – 2002)
- Moses Doraboina Prakasam (2002 – 2006)
- Prasad Gallela (2008 – 2018)
- Paul Prakash Saginala (od 2025)